# Algemene Begraafplaats Krimpen aan de Lek

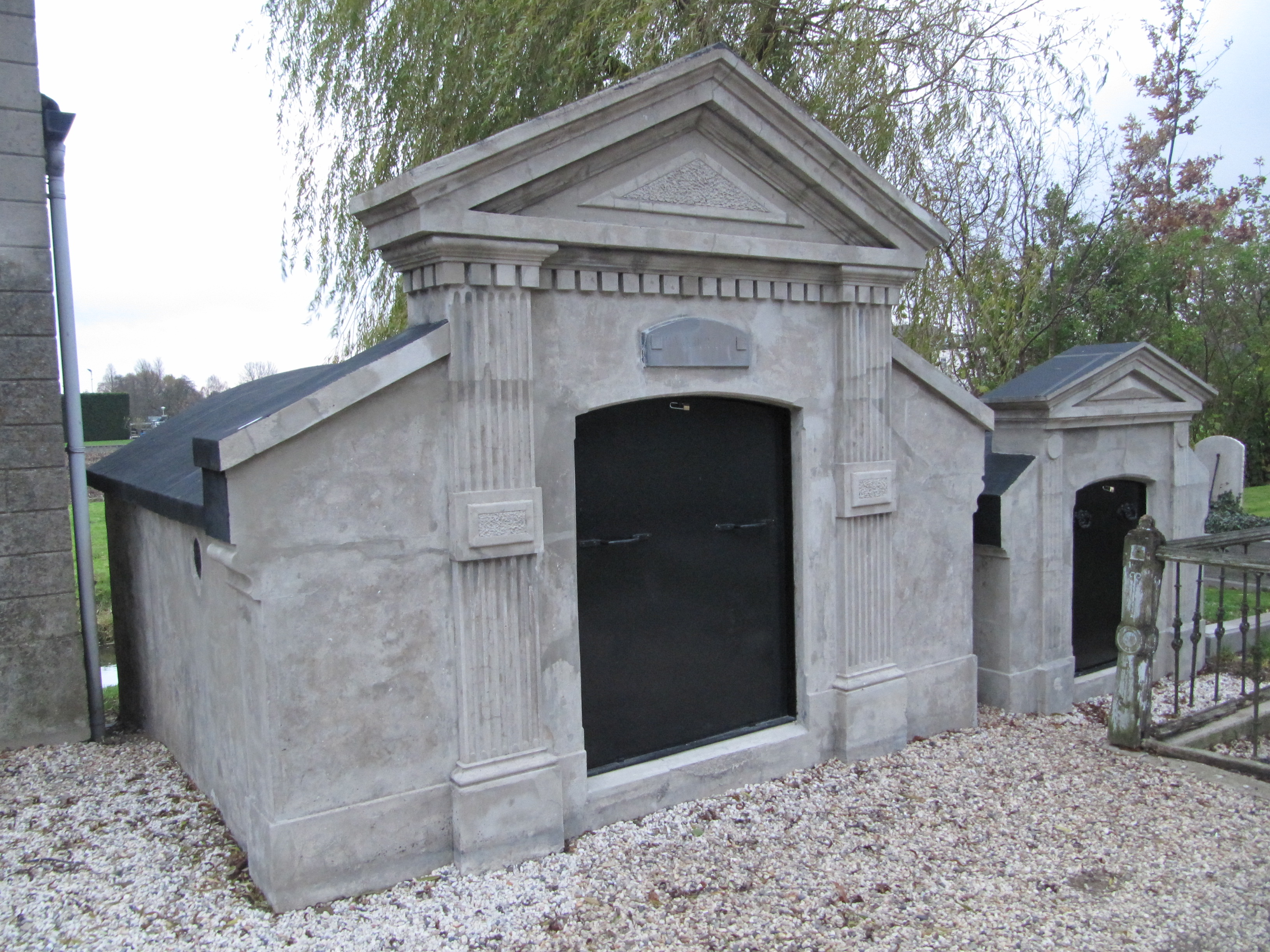
Grafkelder, rijksmonument

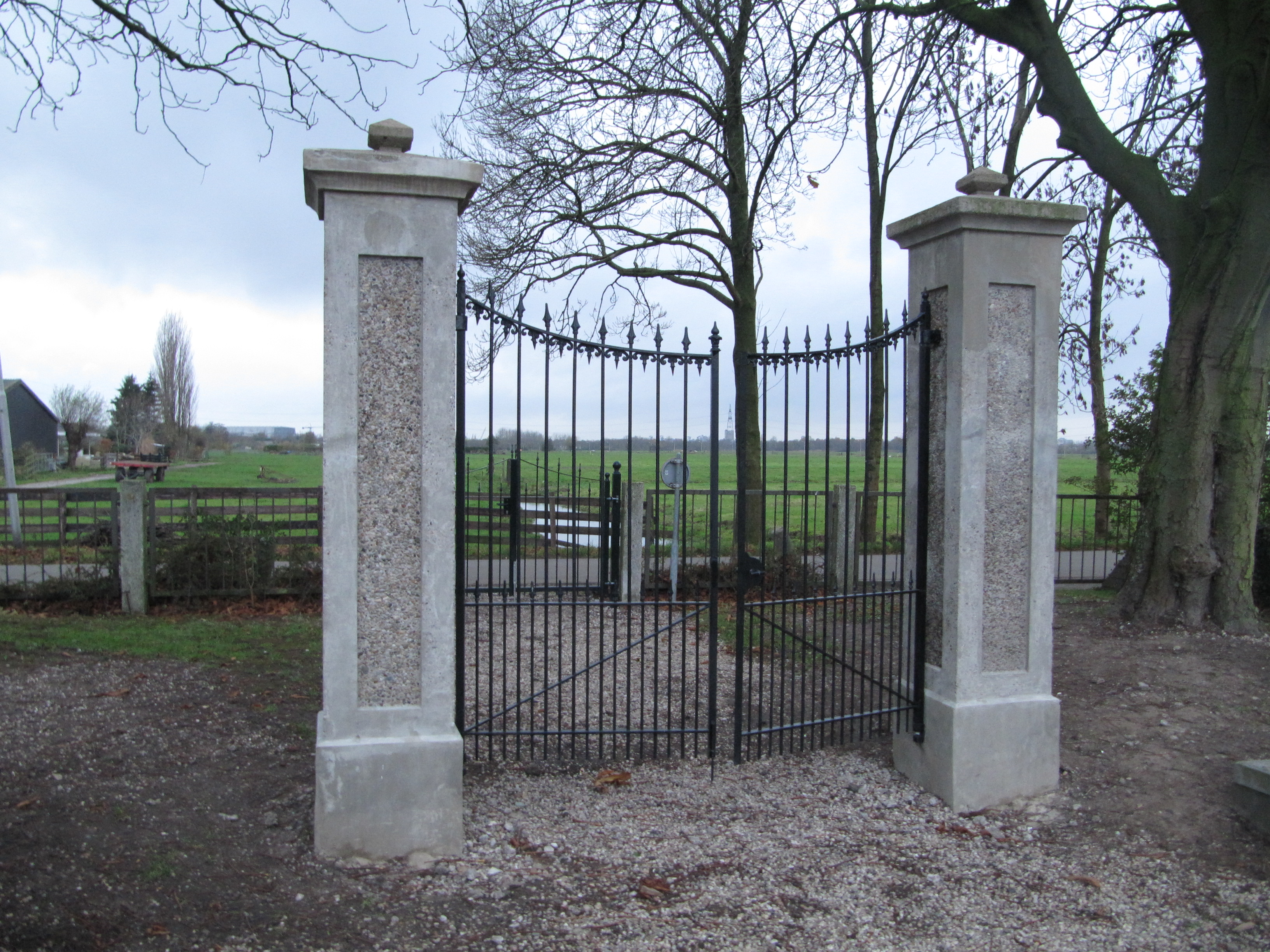
19e-eeuws toegangshek, rijksmonument

De Algemene Begraafplaats Krimpen aan de Lek is een Algemene begraafplaats aan de Molenweg in de Zuid-Hollandse plaats Krimpen aan de Lek.
Verschillende grafkelders uit het begin van de 20e eeuw zijn aangewezen als rijksmonument. Zie de lijst van rijksmonumenten in Krimpen aan de Lek.
Bij de hoofdingang staat het monument Het Offer, onthuld op 4 mei 1950 door burgemeester G.J. van Oordt en ontworpen door Martin Bakker. Het is een gedenksteen met twee ingemetselde plaquettes van terracotta. Op de bovenste plaat is een reliëf aangebracht van een vlammend hart, dat wordt opgeheven door twee handen die zijn omringd door een ketting.

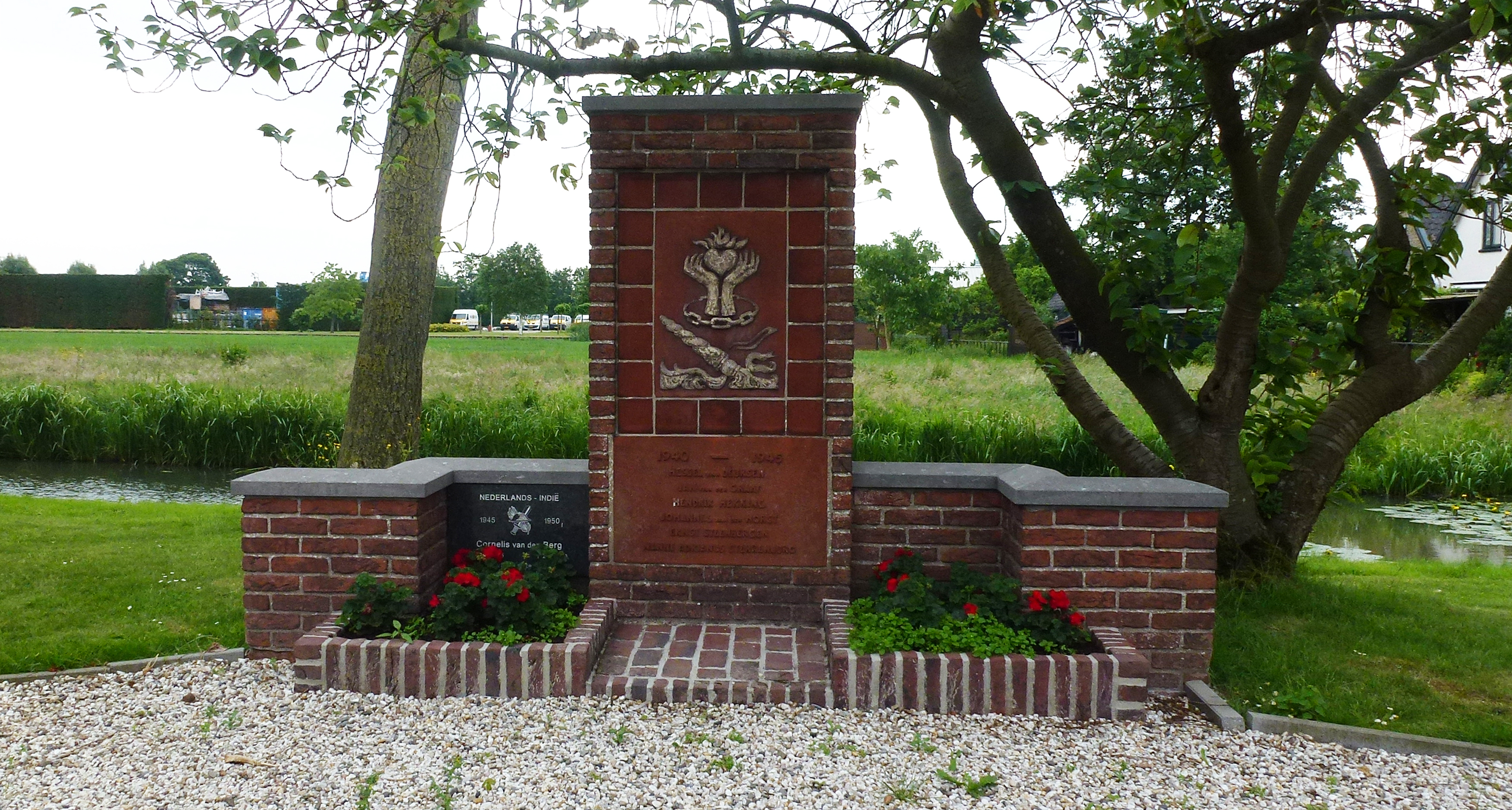
Monument Het Offer